# Sofia Ifandidu
Sofia Ifandidu (gr. Σοφία Υφαντίδου; ur. 10 stycznia 1985 w Werii) – grecka lekkoatletka specjalizująca się w wielobojach, dwukrotna olimpijka.
W 2007 zajęła siódme miejsce wśród oszczepniczek na młodzieżowych mistrzostwach Europy. Dwa lata później podczas uniwersjady w Belgradzie uplasowała się na szóstej pozycji w rywalizacji siedmioboistek. Piętnasta wieloboistka mistrzostw Starego Kontynentu w Barcelonie (2010). W 2012 nie ukończyła rywalizacji podczas kolejnej edycji europejskiego czempionatu, a na pierwszych w karierze igrzyskach olimpijskich zajęła odległe miejsce. W następnym roku wywalczyła srebrny medal igrzysk śródziemnomorskich oraz pierwszy raz uczestniczyła w światowym czempionacie rozgrywanym w Moskwie, nieznacznie poprawiając się na kolejnym czempionacie globu (2015). Uczestniczka mistrzostw Europy w Amsterdamie oraz igrzysk olimpijskich w Rio de Janeiro (2016), na których zajęła odpowiednio ósme i dwudzieste siódme miejsce.
Złota medalistka mistrzostw Grecji (również w rzucie oszczepem oraz biegach płotkarskich) i mistrzostw krajów bałkańskich, a także wielokrotna reprezentantka kraju w drużynowych mistrzostwach Europy i pucharze Europy w wielobojach.
Rekord życiowy: siedmiobój – 6113 pkt. (7 czerwca 2015, Naksos); pięciobój – 4042 pkt. (19 lutego 2017, Pireus).

## Osiągnięcia
| Rok  | Impreza                                             | Miejsce        | Konkurencja    | Lokata            | Wynik     |
| ---- | --------------------------------------------------- | -------------- | -------------- | ----------------- | --------- |
| 2006 | I liga pucharu Europy w wielobojach                 | Jałta          | siedmiobój     | 19. miejsce       | 5282 pkt. |
| 2007 | I liga pucharu Europy w wielobojach                 | Szczecin       | siedmiobój     | 25. miejsce       | 5297 pkt. |
| 2007 | Młodzieżowe mistrzostwa Europy                      | Debreczyn      | rzut oszczepem | 7. miejsce        | 52,25     |
| 2008 | Superliga pucharu Europy w wielobojach              | Hengelo        | siedmiobój     | –                 | DNF       |
| 2009 | I liga pucharu Europy w wielobojach                 | Saragossa      | siedmiobój     | 3. miejsce        | 5900 pkt. |
| 2009 | Uniwersjada                                         | Belgrad        | siedmiobój     | 6. miejsce        | 5737 pkt. |
| 2010 | I liga pucharu Europy w wielobojach                 | Hengelo        | siedmiobój     | 3. miejsce        | 5931 pkt. |
| 2010 | Mistrzostwa Europy                                  | Barcelona      | siedmiobój     | 15. miejsce       | 6004 pkt. |
| 2011 | Superliga pucharu Europy w wielobojach              | Toruń          | siedmiobój     | 14. miejsce       | 5541 pkt. |
| 2012 | Mistrzostwa Europy                                  | Helsinki       | siedmiobój     | –                 | DNF       |
| 2012 | Igrzyska olimpijskie                                | Londyn         | siedmiobój     | 22. miejsce       | 5947 pkt. |
| 2013 | Igrzyska śródziemnomorskie                          | Mersin         | siedmiobój     | 2. miejsce        | 5752 pkt. |
| 2013 | Mistrzostwa świata                                  | Moskwa         | siedmiobój     | 23. miejsce       | 5894 pkt. |
| 2014 | I liga drużynowych mistrzostw Europy                | Tallinn        | rzut oszczepem | 7. miejsce        | 51,77     |
| 2014 | II liga pucharu Europy w wielobojach                | Ribeira Brava  | siedmiobój     | 1. miejsce        | 5806 pkt. |
| 2015 | I liga drużynowych mistrzostw Europy                | Heraklion      | rzut oszczepem | 3. miejsce        | 55,58     |
| 2015 | II liga pucharu Europy w wielobojach                | Inowrocław     | siedmiobój     | 2. miejsce        | 5945 pkt. |
| 2015 | Mistrzostwa świata                                  | Pekin          | siedmiobój     | 19. miejsce       | 5951 pkt. |
| 2016 | Mistrzostwa Europy                                  | Amsterdam      | siedmiobój     | 8. miejsce        | 6025 pkt. |
| 2016 | Igrzyska olimpijskie                                | Rio de Janeiro | siedmiobój     | 27. miejsce       | 5613 pkt. |
| 2017 | Superliga drużynowych mistrzostw Europy             | Lille          | rzut oszczepem | 5. miejsce        | 58,21     |
| 2017 | II liga drużynowych mistrzostw Europy w wielobojach | Monzón         | siedmiobój     | 4. miejsce        | 5622 pkt. |
| 2018 | Mistrzostwa Europy                                  | Berlin         | rzut oszczepem | el. – 22. miejsce | 52,26     |
| 2019 | Superliga drużynowych mistrzostw Europy             | Bydgoszcz      | rzut oszczepem | 5. miejsce        | 55,52     |